# Pablo Casado Blanco
Pablo Casado Blanco, kortweg Pablo Casado (Palencia, 1 februari 1981) is een Spaanse politicus van de conservatieve partij Partido Popular. Van 21 juli 2018 tot 2 april 2022 was hij voorzitter van die partij. Aangezien de PP de grootste partij van de oppositie in het congres was, was hij tevens leider van de oppositie tegen de regering-Sánchez I tijdens de 12e, 13e en 14e legislatuur. Hij zat in het congres namens Madrid. 
In maart en april 2022 is Casado uit de landelijke partijtop gewerkt, nadat hij een onderzoek startte naar veronderstelde commissies die de regioregering onder leiding van Isabel Ayuso betaalde aan Ayuso's broer voor de aankoop van medisch materiaal tijdens de Coronapandemie (2020-'21). Bij dat onderzoek zou gebruik zijn gemaakt van privédetectives